# Toshiki Hirano
Pour les articles homonymes, voir Hirano.
Toshiki Hirano (平野 俊貴, Hirano Toshiki), né Toshihiro Hirano (平野 俊弘, Hirano Toshihiro) est un animateur, mangaka, scénariste, character-designer et réalisateur d'anime et de films d'animation japonais. Il est connu pour ses OAV et la création de nombreux personnages.

## Biographie
Toshiki Hirano a étudié le design graphique et travaillé pour plusieurs studios. Il se fait remarquer grâce à son travail d'animateur sur un épisode de Dr. Slump et obtient une position au studio Artland puis AIC, où il a travaillé comme animateur pour les séries Macross et Urusei Yatsura. Il est marié à l'animatrice et mangaka Narumi Kakinouchi,,.

## Œuvres (rôles divers)
Les différents travaux auxquels a participé Toshiki Hirano, classés par ordre alphabétique,:

### Animation
- Active Raid (série télévisée)
- Angel Heart (série TV)
- Apocalypse Zero (OAV)
- Baki : les condamnés à mort les plus malfaisants (série TV)
- Bats toi! Iczer One (OAV)
- Blood Lad (série TV)
- Bokura wa Minna Kawaisou (série TV)
- Cosmos Pink Shock (OAV)
- Cream Lemon : Mako Sexy Symphony (OAV)
- Crusher Joe (film)
- Dai Shogun - Great Revolution (série TV)
- Daimajuu Gekitou : Hagane no Oni (OAV)
- Daimidaler the Sound Robot (série TV)
- Détective Conan : Stratégie en profondeur (film)
- Détective Conan : Un détective privé en mer lointaine (film)
- Devilman Lady (série TV)
- Dr.Slump (série TV)
- Dragon's Heaven (OAV)
- Godannar!! (série TV)
- Gonna be the Twin-Tail !! (série TV)
- Great Dangaioh (OAV et série TV)
- Great Planet Evil - Destroyer Dangaioh (série TV)
- Hajime no Ippo (série TV)
- Hyper Combat Unit Dangaioh (OAV)
- Iczer Girl Iczelion (OAV)
- Iczer Reborn (OAV)
- Ken le survivant 1 : L'ère de Raoh (film)
- Ken le survivant 2 : L'Héritier du Hokuto (film)
- Ken le survivant 3 : La légende de Kenshiro (film)
- Kihagane Senjo Rouran (série TV)
- Kikou Sen'nyo Rouran (série TV)
- Lupin III vs. Détective Conan : Le film (film)
- Macross : Vous souvenez-vous de l'amour ? (film)
- Magic Kaito : Kid the Phantom Thief (TV spéciaux)
- Magic Knight Rayearth (série TV)
- Megazone 23 (OAV)
- Mobile Suit Gundam (série TV)
- Ninja Senshi Tobikage (série TV)
- Projet Hadès : Zeorymer (OAV)
- Plawres Sanshiro (série TV)
- Robotech, le film (film)
- Sonic X (série TV)
- Space Runaway Ideon : Be Invoked (film)
- Space Runaway Ideon : Contact (film)
- The Legend of Lyon: Flare (OAV)
- The Pilot's Love Song (série TV)
- The Super Dimension Fortress Macross (série TV)
- The Testament of Sister New Devil (série TV)
- Urusei Yatsura (série TV)
- Vampire Princess Miyu (OAV et séries TV)

### Manga
- Iczer - One Golden Warrior
- Lin 3 (avec Narumi Kakinouchi)
- Vampire Princess Miyu (avec Narumi Kakinouchi)